# 박재근
박재근(朴材根, 1996년 4월 16일 ~ )은 대한민국의 바둑 기사이다.

## 약력
서울 출신으로 6세에 신림대일 바둑교실을 통해 처음 바둑에 입문했고 양천 대일바둑도장에서 이용수 사범으로부터 바둑을 배웠다. 2013년 국무총리배 세계아마바둑선수권대회에서 우승했다. 2015년 제135회 입단대회를 통해 입단했다. 프로 입단 원년인 2015년 11월 ‘미래의 별 신예최강전’에서 우승했다. 2017년 11월 화성시장배 챌린지매치 일반부에서 우승했다. 2018년 3단과 2020년 4단을 거쳐 2021년에 5단으로 승단했다. 2023년 6단에 올랐다.